# Juan José Téllez Rubio
Juan José Téllez Rubio es un escritor y periodista español nacido en Algeciras (España) en 1958. Colaborador en distintos medios de comunicación (prensa, radio y televisión). Fundador de varias revistas y colectivos contraculturales, ha recibido distintos premios periodísticos y literarios.

## Carrera

### Periodismo
Tras trabajar durante años en el Diario de Cádiz, Téllez fue nombrado director del diario algecireño Europa Sur en 1994 y en 1998 regresó a Cádiz como subdirector del Diario de Cádiz. En la actualidad ejerce como periodista independiente para varios medios: colaborador en diversas tertulias, mantiene una columna quincenal en eldiario.es y  fue director de los programas Bienvenidos y A pulso, en Radio Andalucía Información, en torno a la interculturalidad y las prisiones, emisora para la que ahora dirige el programa "Cuarto Mundo". Ha fundado el digital campodegibraltarsigloxxi.com sobre noticias del Estrecho de Gibraltar

### Literatura
Juan José Téllez tiene una larga carrera literaria como poeta, narrador y ensayista, con una decena de poemarios, seis colecciones de relatos y numerosos ensayos, la mayoría dedicados al Campo de Gibraltar, entre ellos biografías de Paco de Lucía, Carlos Cano y María Zambrano.
También ha firmado los libretos de varios espectáculos musicales relacionados en mayor o menor medida con el flamenco y la música étnica. También ha firmado guiones para numerosos documentales. 
En 2012 fue nombrado director de programación y contenidos del Centro Andaluz de las Letras, cargo del que fue destituido por la Junta de Andalucía en 2019.

## Obras principales
Poesía: 
- Historias del desarrollo (1978)
- Crónicas urbanas (premio Bahía, 1979)
- Medina y otras memorias (1981)
- Bambú (1985)
- Daiquiri (1986)
- Trasatlántico (2000)
- Las causas perdidas (2005)
- Sonados (2008), en colaboración con Tito Muñoz.
- Las grandes superficies (2010). Premio Unicaja de Poesía.
- Los amores sucios (2021)
- Los últimos pieles rojas (20225)

Sus seis primeros libros de poemas han sido recopilados bajo el título de "Ciudadelas y sextantes", en 2006.
Narrativa: 
- Amor negro (1989)
- Territorio estrecho (1991)
- El loro pálido (1999)
- Main Street (2002)
- Señora Melancolía (2007)
- Profundo Sur (2013)

Ensayos: 
- Paco de Lucía, retrato de familia con guitarra (1994)
- Marejada, historia de un grupo literario (1996), en colaboración con Juan José Lanz
- Carlos Cano, una historia musical andaluza (1998, ed. ampliada en 2000)
- Moros en la costa (2001)
- Chano Lobato, memorias de Cádiz (2003), en colaboración con Juan Manuel Marqués
- Paco de Lucía en vivo (2003)
- Carlos Cano, una vida de coplas (2004), en colaboración con Antonio Ramos Espejo.
- Gibraltar en el tiempo de los espías (2005)
- Teoría y praxis del gadita (2008)
- Sin ninguna base (2010)
- María Zambrano y la República Niña (2011)
- Yanitos (2013)
- Paco de Lucía, el hijo de la portuguesa (2015)
- María Zambrano, razón de vida (2016)
- La Andalucía de Miguel Hernández (2023)

Participa en numerosos libros colectivos como los textos que acompañan a la edición fácsimil de "Sonetos de la Bahía", de José Luis Cano, en 1987, o la serie "Crónica de un sueño", en torno a la transición democrática en Andalucía. 
Figura al mismo tiempo en numerosas antologías y algunos de sus textos han sido traducidos al inglés, al francés, al portugués, al finlandés y al árabe.